# Ella Eyre

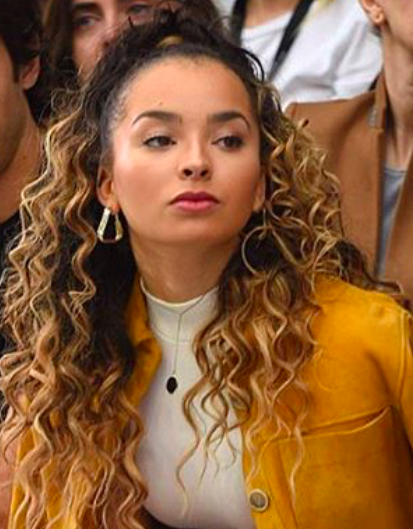
Ella Eyre bei der London Fashion Week 2016

Ella Eyre (* 1. April 1994 in London; eigentlicher Name Ella Mary McMahon) ist eine englische Pop- und R&B-Sängerin sowie Songwriterin.

## Biografie
Ella Eyre wuchs in West London auf und bekam schon mit vier Jahren Tanzunterricht. Sie besuchte ein Internat in Somerset, wo sie in einer Schulaufführung von Bugsy Malone spielte und ihre Begeisterung für die Bühne entdeckte. Sie bewarb sich an der BRIT School in Croydon, wo sie Schauspiel studierte. Dort entdeckte sie auch ihr Interesse an der Musik, Eyre wurde als Sängerin entdeckt und sang 2012 bei zwei Liedern von Bastille auf einem Mixtape. Im Frühjahr 2013 war sie die Stimme bei Waiting All Night von Rudimental, mit denen sie auch auf Englandtournee ging. Das Lied erreichte Platz eins der britischen Charts und der Erfolg verhalf ihr zu einem Plattenvertrag mit Virgin. Es folgten weitere Kollaborationen mit Tinie Tempah und Naughty Boy, bevor Ende 2013 ihre erste eigene EP Deeper erschien. Den Titelsong schrieb sie selbst zusammen mit Benjamin Ash.
Anfang 2014 wurde Waiting All Night als Single des Jahres bei den BRIT Awards nominiert und Ella Eyre war eine Kandidatin in der Kategorie Critics’ Choice für die vielversprechendsten Newcomer. Beim Sound of 2014 der BBC wurde sie auf Platz zwei gesetzt. Daraufhin stieg Deeper in die britischen Charts ein.
Außerdem schrieb sie den deutschen Song für den Eurovision Song Contest 2015, Black Smoke, der von Ann Sophie gesungen wurde.

## Diskografie

### Studioalben
| Jahr | Titel Musiklabel      | Höchstplatzierung, Gesamtwochen, AuszeichnungChartplatzierungen (Jahr, Titel, Musiklabel, Platzierungen, Wochen, Auszeichnungen, Anmerkungen) | Höchstplatzierung, Gesamtwochen, AuszeichnungChartplatzierungen (Jahr, Titel, Musiklabel, Platzierungen, Wochen, Auszeichnungen, Anmerkungen) | Anmerkungen                                               |
| Jahr | Titel Musiklabel      | CH | UK | Anmerkungen                                               |
| ---- | --------------------- | --- | --- | --------------------------------------------------------- |
| 2015 | Feline Virgin Records | CH70 (1 Wo.)CH | UK4 Gold · (10 Wo.)UK | Erstveröffentlichung: 28. August 2015 Verkäufe: + 117.500 |

### EPs
| Jahr | Titel Musiklabel      | Höchstplatzierung, Gesamtwochen, AuszeichnungChartsChartplatzierungen (Jahr, Titel, Musiklabel, Platzierungen, Wochen, Auszeichnungen, Anmerkungen) | Anmerkungen                             |
| Jahr | Titel Musiklabel      | UK | Anmerkungen                             |
| ---- | --------------------- | --- | --------------------------------------- |
| 2013 | Deeper Virgin Records | UK72 (3 Wo.)UK | Erstveröffentlichung: 13. Dezember 2013 |

Weitere EPs
- 2015: Ella Eyre

### Singles als Leadmusikerin
| Jahr | Titel Album                                           | Höchstplatzierung, Gesamtwochen, AuszeichnungChartplatzierungen (Jahr, Titel, Album, Platzierungen, Wochen, Auszeichnungen, Anmerkungen) | Höchstplatzierung, Gesamtwochen, AuszeichnungChartplatzierungen (Jahr, Titel, Album, Platzierungen, Wochen, Auszeichnungen, Anmerkungen) | Höchstplatzierung, Gesamtwochen, AuszeichnungChartplatzierungen (Jahr, Titel, Album, Platzierungen, Wochen, Auszeichnungen, Anmerkungen) | Höchstplatzierung, Gesamtwochen, AuszeichnungChartplatzierungen (Jahr, Titel, Album, Platzierungen, Wochen, Auszeichnungen, Anmerkungen) | Höchstplatzierung, Gesamtwochen, AuszeichnungChartplatzierungen (Jahr, Titel, Album, Platzierungen, Wochen, Auszeichnungen, Anmerkungen) | Anmerkungen                                                                          |
| Jahr | Titel Album                                           | DE | AT | CH | UK | US | Anmerkungen                                                                          |
| --- | ----------------------------------------------------- | --- | --- | --- | --- | --- | ------------------------------------------------------------------------------------ |
| 2014 | If I Go Feline                                        | — | — | — | UK16 Silber · (6 Wo.)UK | — | Erstveröffentlichung: 13. Juli 2014 Verkäufe: + 200.000                              |
| 2014 | Comeback Feline                                       | — | — | — | UK12 Silber · (4 Wo.)UK | — | Erstveröffentlichung: 28. September 2014 Verkäufe: + 200.000                         |
| 2015 | Together Feline                                       | — | — | — | UK12 Silber · (8 Wo.)UK | — | Erstveröffentlichung: 17. Mai 2015 Verkäufe: + 200.000                               |
| 2015 | Good Times Feline                                     | — | — | — | UK37 Silber · (4 Wo.)UK | — | Erstveröffentlichung: 21. August 2015 Verkäufe: + 200.000                            |
| 2017 | Came Here for Love Brighter Days                      | DE76 Gold · (10 Wo.)DE | AT56 Gold · (9 Wo.)AT | CH49 Gold · (15 Wo.)CH | UK6 ×3Dreifachplatin · (38 Wo.)UK | — | Erstveröffentlichung: 9. Juni 2017 Verkäufe: + 2.300.000; mit Sigala                 |
| 2017 | Ego –                                                 | — | — | — | UK67 (1 Wo.)UK | — | Erstveröffentlichung: 11. August 2017 feat. Ty Dolla $ign                            |
| 2018 | Answerphone –                                         | — | — | — | UK5 Platin · (23 Wo.)UK | — | Erstveröffentlichung: 15. März 2018 Verkäufe: + 645.000; mit Banx & Ranx & Yxng Bane |
| 2022 | Deep Down –                                           | — | — | — | UK62 Gold · (12 Wo.)UK | US— GoldUS | Erstveröffentlichung: 17. Juni 2022 Verkäufe: + 1.444.000; mit Alok & Kenny Dope     |
| Folgende Lieder erschienen nicht als Single, wurden aber durch das Album zum Download und Streaming bereitgestellt und konnten somit eine Platzierung erlangen: |                                                       | | | | | |                                                                                      |
| |                                                       | | | | | |                                                                                      |
| 2015 | We Don’t Have to Take Our Clothes Off Feline (Deluxe) | — | — | — | UK54 Platin · (3 Wo.)UK | — | Verkäufe: + 830.000                                                                  |

Weitere Singles
- 2015: Swing Low, Sweet Chariot
- 2019: Mama (mit Banx & Ranx feat. Kiana Ledé)
- 2020: New Me
- 2020: L.O.V.(e)

### Singles als Gastmusikerin
| Jahr | Titel Album                              | Höchstplatzierung, Gesamtwochen, AuszeichnungChartplatzierungen (Jahr, Titel, Album, Platzierungen, Wochen, Auszeichnungen, Anmerkungen) | Höchstplatzierung, Gesamtwochen, AuszeichnungChartplatzierungen (Jahr, Titel, Album, Platzierungen, Wochen, Auszeichnungen, Anmerkungen) | Höchstplatzierung, Gesamtwochen, AuszeichnungChartplatzierungen (Jahr, Titel, Album, Platzierungen, Wochen, Auszeichnungen, Anmerkungen) | Höchstplatzierung, Gesamtwochen, AuszeichnungChartplatzierungen (Jahr, Titel, Album, Platzierungen, Wochen, Auszeichnungen, Anmerkungen) | Anmerkungen |
| Jahr | Titel Album                              | DE | AT | CH | UK | Anmerkungen |
| ---- | ---------------------------------------- | --- | --- | --- | --- | --- |
| 2013 | Waiting All Night Home                   | — | AT37 (7 Wo.)AT | CH67 (1 Wo.)CH | UK1 ×3Dreifachplatin · (38 Wo.)UK | Erstveröffentlichung: 14. April 2013 Verkäufe: + 1.975.000; Rudimental feat. Ella Eyre                               |
| 2013 | Someday (Place in the Sun) Demonstration | DE88 (1 Wo.)DE | — | CH61 (2 Wo.)CH | UK87 (1 Wo.)UK | Erstveröffentlichung: 15. November 2013 Tinie Tempah feat. Ella Eyre                                                 |
| 2013 | Think About It Hotel Cabana              | — | — | — | UK78 (2 Wo.)UK | Erstveröffentlichung: 17. November 2013 Naughty Boy feat. Wiz Khalifa & Ella Eyre                                    |
| 2014 | Pompeii / Waiting All Night –            | — | — | — | UK21 (3 Wo.)UK | Erstveröffentlichung: 19. Februar 2014 Bastille & Rudimental feat. Ella Eyre                                         |
| 2015 | Gravity –                                | — | — | — | UK4 Platin · (17 Wo.)UK | Erstveröffentlichung: 8. Februar 2015 Verkäufe: + 600.000; DJ Fresh feat. Ella Eyre                                  |
| 2017 | Bridge over Troubled Water –             | — | — | — | UK1 Gold · (6 Wo.)UK | Erstveröffentlichung: 21. Juni 2017 Verkäufe: + 400.000; als Teil von Artists for Grenfell                           |
| 2018 | Just Got Paid Brighter Days              | — | — | — | UK11 Platin · (19 Wo.)UK | Erstveröffentlichung: 7. September 2018 Verkäufe: + 760.000; Sigala feat. Ella Eyre, Meghan Trainor & French Montana |

Weitere Gastbeiträge
- 2012: No Angels (Bastille feat. Ella Eyre)
- 2012: Free (Bastille feat. Ella Eyre)
- 2013: Solo (Rudimental feat. Ella Eyre & Marc Crown)

Songwriting
- 2014: Sigma feat. Paloma Faith – Changing
- 2015: Ann Sophie – Black Smoke
- 2018: Sigala & The Vamps – We Don’t Care
- 2018: Paloma Faith – Your Ex
- 2018: Laura Tesoro – Mutual

## Auszeichnungen für Musikverkäufe
| Goldene Schallplatte - Australien - 2017: für die Single Came Here for Love - 2019: für die Single Just Got Paid - 2023: für die Single Deep Down - Belgien - 2014: für die Single Waiting All Night - Brasilien - 2024: für die Single Just Got Paid - Dänemark - 2019: für die Single Came Here for Love - 2020: für das Album Feline - 2021: für die Single Answerphone - Frankreich - 2023: für die Single Deep Down - Italien - 2017: für die Single Came Here for Love - 2023: für die Single Deep Down - Mexiko - 2021: für die Single Came Here for Love - Neuseeland - 2019: für die Single Just Got Paid - 2024: für das Album Feline - Norwegen - 2013: für das Streaming Waiting All Night - Polen - 2019: für die Single Just Got Paid - 2024: für die Single Deep Down - Schweden - 2016: für das Lied We Don’t Have to Take Our Clothes Off - 2017: für die Single Came Here for Love - Spanien - 2024: für die Single Deep Down | Platin-Schallplatte - Australien - 2013: für die Single Waiting All Night - Kanada - 2022: für die Single Came Here for Love - 2022: für die Single Just Got Paid - Neuseeland - 2019: für die Single Came Here for Love - 2022: für das Lied We Don’t Have to Take Our Clothes Off - Polen - 2019: für die Single Came Here for Love - Ungarn - 2023: für die Single Deep Down 2× Platin-Schallplatte - Dänemark - 2024: für das Lied We Don’t Have to Take Our Clothes Off 3× Platin-Schallplatte - Neuseeland - 2024: für die Single Waiting All Night Diamantene Schallplatte - Brasilien - 2023: für die Single Deep Down |

Anmerkung: Auszeichnungen in Ländern aus den Charttabellen bzw. Chartboxen sind in ebendiesen zu finden.
| Land/RegionAuszeichnungen für Musikverkäufe (Land/Region, Auszeichnungen, Verkäufe, Quellen) | Silber     | Gold       | Platin       | Diamant  | Verkäufe  | Quellen              |
| -------------------------------------------------------------------------------------------- | ---------- | ---------- | ------------ | -------- | --------- | -------------------- |
| Australien (ARIA)                                                                            | —          | 3× Gold3   | Platin1      | —        | 175.000   | aria.com.au          |
| Belgien (BRMA)                                                                               | —          | Gold1      | —            | —        | 15.000    | ultratop.be          |
| Brasilien (PMB)                                                                              | —          | Gold1      | —            | Diamant1 | 320.000   | pro-musicabr.org.br  |
| Dänemark (IFPI)                                                                              | —          | 3× Gold3   | 2× Platin2   | —        | 280.000   | ifpi.dk              |
| Deutschland (BVMI)                                                                           | —          | Gold1      | —            | —        | 200.000   | musikindustrie.de    |
| Frankreich (SNEP)                                                                            | —          | Gold1      | —            | —        | 100.000   | snepmusique.com      |
| Italien (FIMI)                                                                               | —          | 2× Gold2   | —            | —        | 75.000    | fimi.it              |
| Kanada (MC)                                                                                  | —          | —          | 2× Platin2   | —        | 160.000   | musiccanada.com      |
| Mexiko (AMPROFON)                                                                            | —          | Gold1      | —            | —        | 30.000    | amprofon.com.mx      |
| Neuseeland (RMNZ)                                                                            | —          | 2× Gold2   | 5× Platin5   | —        | 172.500   | radioscope.co.nz NZ2 |
| Norwegen (IFPI)                                                                              | —          | Gold1      | —            | —        | —         | ifpi.no              |
| Österreich (IFPI)                                                                            | —          | Gold1      | —            | —        | 15.000    | ifpi.at              |
| Polen (ZPAV)                                                                                 | —          | 2× Gold2   | Platin1      | —        | 55.000    | olis.pl              |
| Schweden (IFPI)                                                                              | —          | 2× Gold2   | —            | —        | 40.000    | sverigetopplistan.se |
| Schweiz (IFPI)                                                                               | —          | Gold1      | —            | —        | 10.000    | hitparade.ch         |
| Spanien (Promusicae)                                                                         | —          | Gold1      | —            | —        | 30.000    | elportaldemusica.es  |
| Ungarn (MAHASZ)                                                                              | —          | —          | Platin1      | —        | 4.000     | slagerlistak.hu      |
| Vereinigte Staaten (RIAA)                                                                    | —          | Gold1      | —            | —        | 500.000   | riaa.com             |
| Vereinigtes Königreich (BPI)                                                                 | 4× Silber4 | 3× Gold3   | 10× Platin10 | —        | 7.700.000 | bpi.co.uk            |
| Insgesamt                                                                                    | 4× Silber4 | 27× Gold27 | 22× Platin22 | Diamant1 |           |                      |